# آزاد (فیلم ۲۰۱۱)
آزاد (انگلیسی: Footloose) یا بی‌بند و بار فیلمی در ژانر رمانتیک، موزیکال و کمدی-درام به کارگردانی کریگ برو است که در سال ۲۰۱۱ منتشر شد.
این فیلم بازسازی فیلم آزاد محسوب می شود.

## بازیگران
- جولیان هاف
- اندی مک‌داول
- دنیس کواید
- مایلز تلر
- کیم دیکنز
- ری مک‌کینون